# جون وولي
جون وولي (بالإنجليزية: John Wooley)‏ (4 أبريل 1949، سانت بول في الولايات المتحدة)؛ مقدم برامج إذاعية، صحفي، كاتب، كاتب سيناريو وروائي أمريكي.

## روابط خارجية
- جون وولي على موقع IMDb (الإنجليزية)